# تیم راث
سایمون تیموتی «تیم» راث (به انگلیسی: Simon Timothy "Tim" Roth) زاده ۴ مهٔ ۱۹۶۱ ‏(۶۴ سال) بازیگر و کارگردان انگلیسی است که بخاطر ایفای نقش «آقای نارنجی» را در فیلم سگ‌های انباری شهرت دارد.

## زندگی خصوصی
تیم راث در لندن زاده شد، مادرش یک نقاش و معلم مدرسه و پدرش یک روزنامه‌نگار بود.

## فیلم‌شناسی
| سال       | عنوان فیلم                     | نقش                                    | توضیحات |
| --------- | ------------------------------ | -------------------------------------- | --- |
| ۱۹۸۲      | Made In Britain                | تراور                                  | ۱۹۸۴ |
| ۱۹۸۲      | Meantime                       | کولین                                  | |
| ۱۹۸۴      | ضربه                           | مایرون                                 | نامزد – BAFTA Award for Best Newcomer |
| ۱۹۸۵      | Murder with Mirrors            | ادگار لاوسن                            | |
| ۱۹۸۵      | Return to Waterloo             | Boy punk                               | |
| ۱۹۸۸      | یک دنیا فاصله                  | هارولد                                 | |
| ۱۹۸۸      | کشتن یک کشیش                   | فلیکس                                  | |
| ۱۹۸۸      | Twice Upon a Time              |                                        | |
| ۱۹۸۹      | آشپز، دزد، همسرش و عاشقش       | میچل                                   | |
| ۱۹۹۰      | وینسنت و تئو                   | ونسان ون گوگ                           | |
| ۱۹۹۰      | Farendj                        | آنتون                                  | |
| ۱۹۹۰      | روزنکرانتز و گیلدنسترن مرده‌اند | Guildenstern                           | |
| ۱۹۹۱      | Backsliding                    | تام ویتون                              | |
| ۱۹۹۲      | سگ‌های انباری                   | فردی نیوندایک (آقای نارنجی)            | |
| ۱۹۹۲      | جست و خیز در قبرستان           | مانی                                   | |
| ۱۹۹۳      | بدن، استراحت و حرکت            | نیک                                    | |
| ۱۹۹۳      | El Marido perfecto             | میلان                                  | |
| ۱۹۹۳      | Murder in the Heartland        | Charles Starkweather                   | |
| ۱۹۹۴      | دل تاریکی                      | چارلز مارلو                            | |
| ۱۹۹۴      | اسیران                         | فیلیپ چانی                             | |
| ۱۹۹۴      | اودسا کوچک                     | جاشوآ شاپیرا                           | نامزد – جایزهٔ مستقل اسپریت برای بهترین بازیگر نقش مرد |
| ۱۹۹۴      | داستان عامه‌پسند                | رینگو                                  | |
| ۱۹۹۵      | راب روی                        | آرچیبالد کونینگهام                     | برنده بفتای بهترین بازیگر نقش مکمل مرد Kansas City Film Critics Circle Award for Best Supporting Actor نامزد – جایزه اسکار بهترین بازیگر نقش مکمل مرد برنده – جایزه گلدن گلوب بهترین بازیگر نقش مکمل مرد نامزد – Saturn Award for Best Supporting Actor |
| ۱۹۹۵      | چهار اتاق                      | تد                                     | |
| ۱۹۹۶      | هیچ راهی به خانه نیست          | جوی                                    | |
| ۱۹۹۶      | همه می‌گویند دوستت دارم         | چارلز فری                              | |
| ۱۹۹۶      | Mocking the Cosmos             | مایرودمنون/ مایرون                     | |
| ۱۹۹۷      | بن‌بست                          | الکساندر "استرچ" راولند                | |
| ۱۹۹۷      | گردن کلفت                      | Dutch Schultz                          | |
| ۱۹۹۷      | فریب‌کار                        | جیمز والتر وایلند                      | |
| ۱۹۹۷      | حیوانات                        | هنری                                   | |
| ۱۹۹۸      | افسانه ۱۹۰۰                    | Danny Boodman TD Lemon 1900            | |
| ۱۹۹۹      | منطقه جنگی                     |                                        | Director only C.I.C.A.E. Award سمینسی Silver Spike جوایز فیلم اروپا for European Discovery of the Year جشنواره فیلم ادینبورگ for Best New British Feature Tróia Award - First Works Section Jury Award for Best Director & Best First Feature نامزد—Bodil Award for Best Non-American Film نامزد—جایزه مستقل اسپریت for Best Foreign Film نامزد—Golden Spike |
| ۲۰۰۰      | هتل میلیون دلاری               | ایزی گلدکیس                            | |
| ۲۰۰۰      | وتل                            | Marquis de Lauzun                      | |
| ۲۰۰۰      | اعداد شانس                     | Gig                                    | |
| ۲۰۰۱      | سیاره میمون‌ها                  | تاد                                    | نامزد – جایزه امپایر نامزد – جایزهٔ سینمایی ام‌تی‌وی برای بهترین آدم شرور در فیلم نامزد – Saturn Award for Best Supporting Actor |
| ۲۰۰۱      | شکست‌ناپذیر                     | Hersche Steinschneider (اریک جان هنسن) | |
| ۲۰۰۱      | تفنگدار                        | فبر                                    | |
| ۲۰۰۲      | Emmett's Mark                  | جان هرت/ فرانک دوایر                   | نامزد – جایزه انحصاری دی‌وی‌دی |
| ۲۰۰۳      | هر کاری که ما انجام می‌دهیم     | جو                                     | فیلم کوتاه |
| ۲۰۰۳      | برای کشتن یک پادشاه            | الیور کرامول                           | |
| ۲۰۰۴      | فرانسه نو                      | William Pitt                           | |
| ۲۰۰۴      | کشور زیبا                      | کاپتان اوه                             | |
| ۲۰۰۴      | With It                        | "جوجه لوئیس" فارناتلی                  | |
| ۲۰۰۴      | شهر نقره‌ای                     | میچ پین                                | |
| ۲۰۰۵      | نیا در بزن                     | سوتر                                   | |
| ۲۰۰۵      | آب تیره                        | جف پلاتزر                              | |
| ۲۰۰۶      | Tsunami: The Aftermath         | نیک فریزر                              | |
| ۲۰۰۷      | حتی پول                        | ویکتور                                 | |
| ۲۰۰۷      | جوانی بدون جوانی               | دومینیک                                | |
| ۲۰۰۷      | سرزمین باکره‌ها                 | گربینو                                 | |
| ۲۰۰۸      | بازی‌های مسخره                  | جورج                                   | |
| ۲۰۰۸      | هالک شگفت‌انگیز                 | Emil Blonsky / Abomination             | |
| ۲۰۰۹      | King Conqueror                 | شاه پیتر دوم                           | |
| ۲۰۰۹      | Skellig                        | اسکلینگ                                | |
| ۲۰۰۹–۲۰۱۱ | به من دروغ بگو                 | Dr. به من دروغ بگو                     | People's Choice Awards for Favourite TV Crime Fighter |
| ۲۰۱۰      | Sea Wolf                       | لارسن مرده                             | ۲ اپیزود |
| ۲۰۱۰      | Pete Smalls is Dead            | پیت اسمالز                             | |
| ۲۰۱۲      | آربیتراژ                       | کارآگاه میچل برایر                     | |
| ۲۰۱۲      | The Absinthe Drinkers          | گوتیر                                  | |
| ۲۰۱۲      | شکسته                          | آرچی                                   | Stockholm International Film Festival Award for Best Actor |
| ۲۰۱۲      | The Liability                  | روی                                    | |
| ۲۰۱۲      | موبیوس                         | راستاوسکی                              | |
| ۲۰۱۳      | Fall from Grace                | کارآگاه تاب                            | |
| ۲۰۱۴      | گریس موناکو                    | رینیه سوم، شاهزاده موناکو              | |
| ۲۰۱۴      | اکتبر گیل                      |                                        | |
| ۲۰۱۴      | احساسات متحد                   | سپ بلاتر                               | |
| ۲۰۱۴      | سلما                           | جرج والاس                              | |
| ۲۰۱۵      | هشت نفرت‌انگیز                  | اسوالدو موبری                          | |
| ۲۰۱۷      | ۱ مایل تا تو                   | Coach Jared                            | |
| ۲۰۱۸      | فریبکاری ادامه دارد            | پیتر فاکس                              | |
| ۲۰۱۸      | پدر روحانی                     | The Padre                              | |
| ۲۰۱۹      | لوس                            | پیتر ادگار                             | |
| ۲۰۱۹      | روزی روزگاری در هالیوود        | Amos Russell                           | |
| ۲۰۱۹      | آهنگ نام‌ها                     | مارتین                                 | |
| ۲۰۱۹      | QT8: The First Eight           | Himself                                | |
| ۲۰۲۱      | ناجورها                        |                                        | |
| ۲۰۲۱      | غروب آفتاب                     |                                        | |
| ۲۰۲۱      | جزیره برگمن                    | تونی سندرز                             | |
| ۲۰۲۴      | طبقه‌بندی‌شده                    | کوین آنگلر                             | |
| 2025      | تورنادو Tornado                |                                        | |